# 神戸地方海難審判所

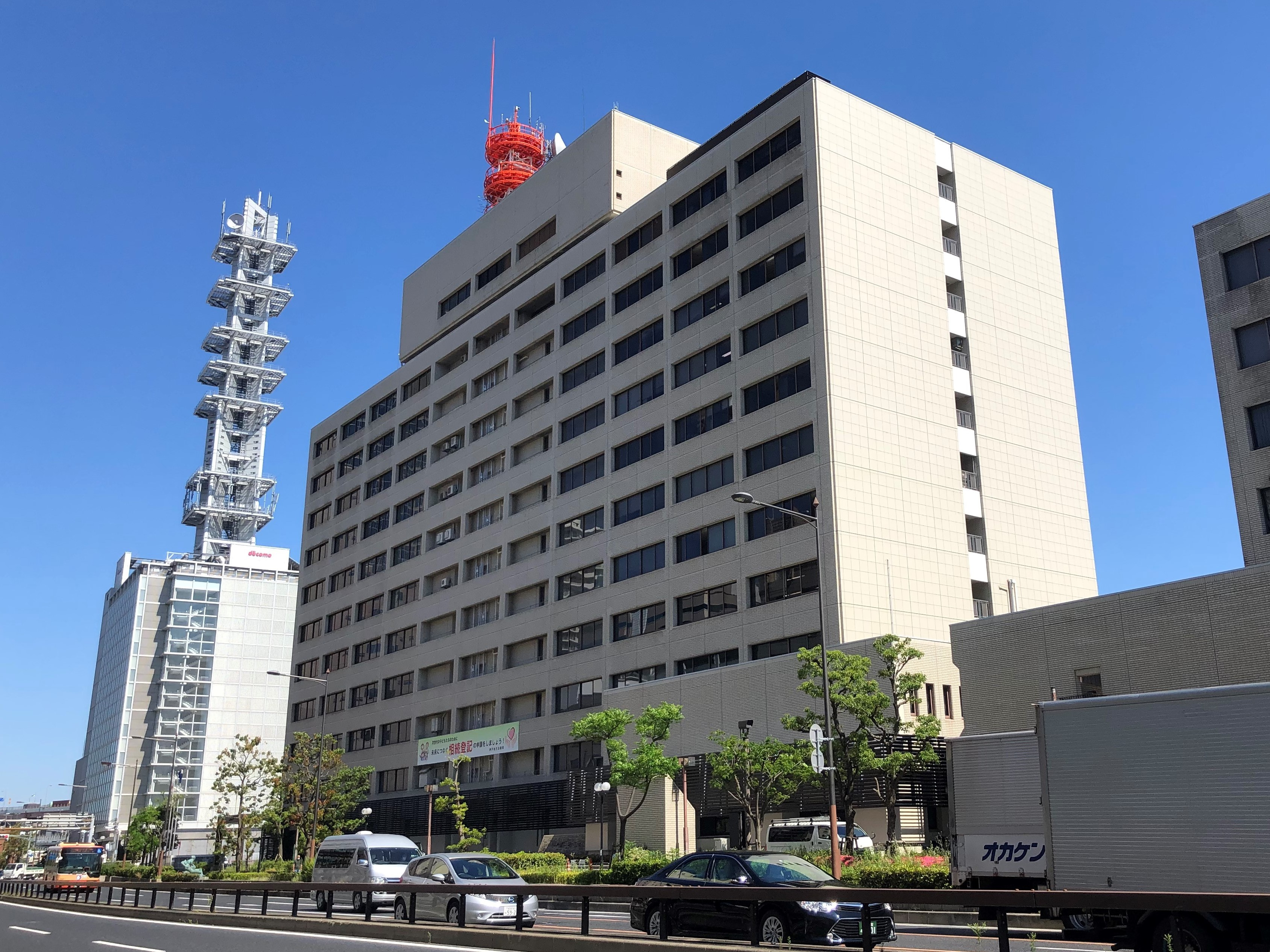
神戸第二地方合同庁舎（10階に入居）

神戸地方海難審判所（こうべちほうかいなんしんぱんしょ）は、海難審判法に基づき設置されている国土交通省所管の特別の機関である海難審判所の内、東京の海難審判所で取り扱う「重大な海難」以外の管轄区域において発生した海難について審判を実施する地方海難審判所の一つ。

## 沿革
- 1897年4月6日 - 大阪市に大阪地方海員審判所を設置。
- 1948年2月29日 - 海員審判所に代えて海難審判所を設置したことに伴い、大阪地方海難審判所に改称。
- 1948年8月26日 - 大阪地方海難審判所を神戸市に移転、神戸地方海難審判所に改称。
- 1949年6月1日 - 運輸省の外局として海難審判庁を設置、神戸地方海難審判庁に改称。
- 1954年11月1日 - 広島市に神戸地方海難審判庁広島支部を設置。
- 1960年4月1日 - 広島支部が広島地方海難審判庁となる。
- 2008年10月1日 - 海難審判庁の廃止に伴い神戸地方海難審判所に改称。

## 管轄区域
- 日本海の富山県・石川県・福井県・京都府・兵庫県沿岸
- 大阪湾及び瀬戸内海の大阪府・兵庫県沿岸、琵琶湖を始め滋賀県・奈良県の河川・湖沼
- 太平洋の兵庫県・和歌山県・徳島県・高知県沿岸及びインドネシアのパプア州以西・オーストラリアのノーザンテリトリー準州及び南オーストラリア州以西、フィリピン海全域
- 中華人民共和国の福建省以南及び台湾の沿岸、南シナ海・インド洋・地中海・紅海・大西洋・メキシコ湾・カリブ海全域
- ハドソン海峡以東・ノヴォシビルスク諸島以西の北極海

## 所在地
- 650-0042 神戸市中央区波止場町1-1 神戸第2地方合同庁舎10階